# Catoryctis
Catoryctis é um gênero de traça pertencente à família Agonoxenidae.